# Forces Armades d'Egipte
Les Forces Armades d'Egipte (en àrab القوات المسلحة المصرية) són les Forces Armades més grans entre els països que formen part de la Lliga Àrab, i estan formades per l'Exèrcit, l'Armada d'Egipte, la Força Aèria d'Egipte i el comandament de la Defensa Aèria d'Egipte. El país del Nil manté un gran nombre de forces paramilitars. Les forces centrals de seguretat, i les Forces de la Guàrdia de Fronteres es troben sota el control del Ministeri de l'Interior. La Guàrdia Nacional, està sota el control del Ministeri de Defensa.

## Informació general
El Comandant en Cap de les Forces Armades és el Mariscal de camp Abdul Fatah al-Sisi; el Cap de l'Estat Major General és el tinent general Sami Hafez Anan.
L'inventari de les Forces Armades egípcies inclou equips de diferents països d'arreu del món. Equips de l'antiga Unió Soviètica estan sent reemplaçats progressivament per l'equip més modern dels Estats Units, França, i el Regne Unit, una part important dels quals es construeix sota llicència a Egipte, com el tanc M1 Abrams.
Per reforçar l'estabilitat i la moderació a la regió, Egipte ha proporcionat assistència militar i entrenament a una sèrie de nacions de l'Àfrica i a països àrabs. Encara que no és un membre de l'OTAN, Egipte segueix sent un soci militar i estratègic important i és un participa en el fòrum pel Diàleg Mediterrani de l'OTAN. L'exèrcit egipci és un dels més forts de la regió, i li dona a Egipte la supremacia regional militar només comparable amb l'Estat sionista d'Israel, a més de ser la primera potència militar de l'Àfrica. Egipte és un dels pocs països de l'Orient Mitjà amb reconeixement militar per Satèl·lit artificial.
Les Forces Armades gaudeixen d'un poder i d'una independència considerables dins de l'Estat egipci. També són influents en els negocis, la participació en les carreteres i la construcció d'habitatges, béns de consum, gestió de recursos, i vastes extensions de les propietats immobiliàries. Molta informació militar no es fa pública, incloent informació sobre el pressupost, els noms dels oficials generals i la grandària dels efectius militars (que es considera un secret d'Estat). Segons el periodista Joshua Hammer, fins a un 40% de l'economia egípcia està controlada per l'exèrcit egipci.
Destacats membres de les forces armades poden convocar al Consell Suprem de les Forces armades, així va ser durant la Revolució egípcia de 2011, quan l'exPresident del país Hosni Mubàrak va renunciar al seu càrrec i va transferir el poder al Consell Suprem, el dia 11 de febrer de 2011. La Massacre de Rabaa es va produir quant el 14 d'agost de 2013, les forces de seguretat egípcies i l'exèrcit, sota el comandament del general Abdelfatah al-Sisi, van assaltar la plaça al-Nahda i la plaça Rabaa al-Adawiya, ocupades pels partidaris del president Mohamed Mursi, que els militars havien destituït un mes abans, causant, segons els Germans Musulmans i NCSL la mort de més de 2.600 persones.

## Exèrcit
L'inventari de l'Exèrcit de terra d'Egipte inclou equipament dels Estats Units, França, Brasil, el Regne Unit, l'antiga Unió Soviètica, i de la República Popular de la Xina. L'equipament de l'antiga Unió Soviètica està sent progressivament reemplaçat per modern equipament occidental. Una proporció significativa del mateix és construït sota llicència a Egipte com ara el Carro de combat M1A1 Abrams, Egipte és el país amb la segona xifra més alta de carros de combat a la regió després de l'Estat sionista d'Israel. Els reclutes de l'Exèrcit i les altres branques de serveis sense un títol universitari poden servir tres anys com a soldats rasos. Els reclutes amb un grau de l'Escola Secundària General serveixen dos anys com a personal de tropa. Els reclutes amb un títol universitari serveixen un any com a personal de tropa o tres anys com a oficial de reserva. Els oficials per a l'Exèrcit es formen a l'Acadèmia Militar.

## Força Aèria
La Força Aèria d'Egipte és la branca de l'Aviació de les Forces Armades Egípcies. La columna vertebral de la FAE és l'caça General Dynamics F-16 Fighting Falcon. La FAE és considerada com la Força Aèria més forta de l'Àfrica i una de les més poderoses de l'Orient Mitjà. El Dassault Mirage 2000 és l'altre interceptor modern utilitzat per la FAE. La Força Aèria egípcia té més de 200 avions de combat General Dynamics F-16 Fighting Falcon, i això la converteix en el quart operador més gran del Caça F-16 en el Món. Té prop de 500 avions de combat i 150 helicòpters armats, continua utilitzant models com ara el MiG-21, l'F-7 Skybolt, el caça F-4 Phantom, el Dassault Mirage V, i el C-130 Hercules entre altres avions. La Força Aèria està en mig d'un procés de modernització. L'empresa russa Mikoian-Gurévitx va confirmar que les converses amb el Govern d'Egipte estan en marxa per fer efectiva la compra de 40 Avions de caça MIG-29.

## Defensa Anti-Aèria
El Comandament de Defensa antiaèria d'Egipte és el comandament militar responsable de la defensa aèria del país. Egipte va construir la seva Força de Defensa antiaèria prenent com a model les defenses antiaèries de l'antiga Unió Soviètica, que integraven totes les seves capacitats de defensa aèria com ara canons antiaeris, llançacohets i unitats de míssils terra-aire, avions interceptadors així com radars i sistemes d'alerta. El seu comandant és el Major General Abdel-Aziz Seif.

## Armada
Encara que l'Armada egípcia és la més petita de les branques que formen les forces armades, és una marina de guerra gran si es compara amb les armades d'altres països de l'Orient Mitjà. La marina de guerra egípcia és coneguda per ser la més forta del continent africà, i la més gran entre els països que formen part de la Lliga Àrab, malgrat el ràpid creixement de les armades d'altres països de la regió. Algunes unitats de la flota estan ancorades en el Mar Roig, però la major part de la força naval està desplegada en aigües de la mar Mediterrània. La seu de l'Armada així com la principal base d'operacions i formació es troben a la base de Ras-el-Tin, a prop d'Alexandria. L'actual Comandant és el Tinent General Mohab Mameesh.
L'Armada també controla la Guàrdia Costanera d'Egipte. La Guàrdia Costanera és la responsable de la protecció de les instal·lacions navals a prop de la costa i del patrullatge de les aigües costaneres per evitar el contraban, aquest força compta amb un inventari que consta d'unes trenta-cinc embarcacions de patrulla de gran grandària (cadascuna entre vint i trenta metres de longitud), i de vint patrulleres costaneres de la classe Bertram construïdes als Estats Units.

## Paramilitars
Són les forces paramilitars del Govern. Dues agències, les Forces de Seguretat Central i la Guàrdia de Fronteres, estan sota el control del Ministeri de l'Interior. El Ministeri de Defensa té el control de la Guàrdia Nacional, aquesta sol participar en cerimònies i desfilades, però també té com a missió la protecció del President i la defensa de la capital d'Egipte, El Caire.

## Escoles militars

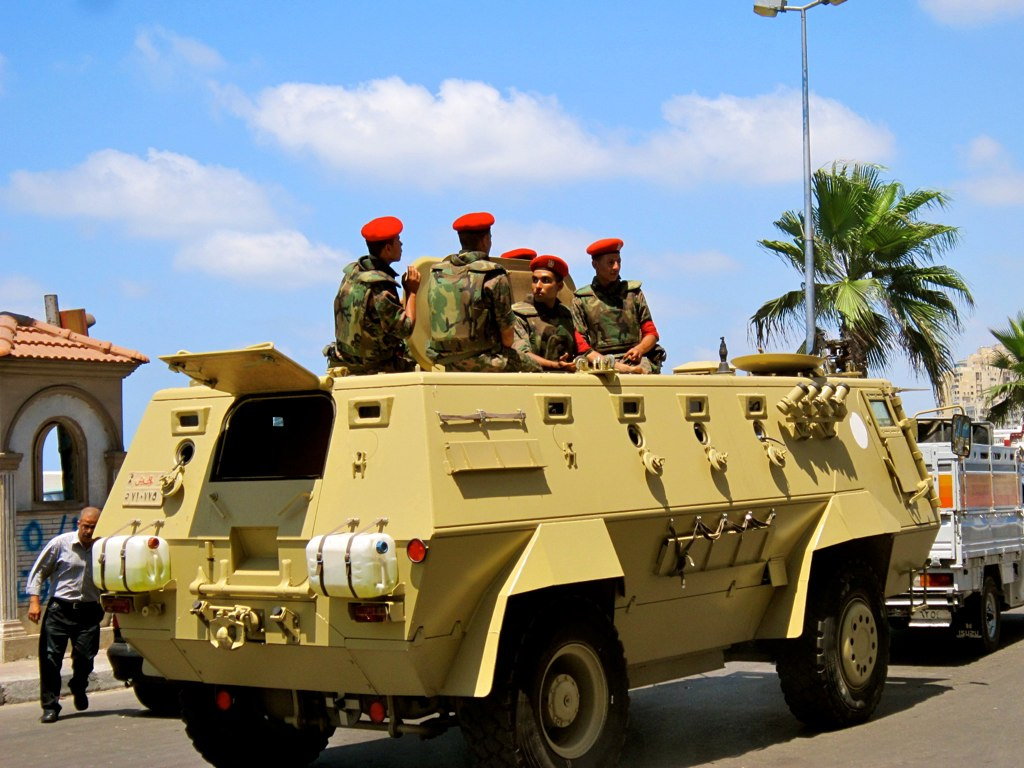
Policia Militar Egípcia.

Hi ha una escola de Grau militar per a cada branca de la institució militar egipcia:
- Escola de Comandants i Personal de Comandància.
- Escola d'Oficials de Reserva.
- Acadèmia de Ciència Militar Nasser.
- Acadèmia Militar Egípcia.
- Acadèmia Naval Egípcia.
- Acadèmia de l'Aire Egípcia.
- Acadèmia de Defensa Aèria Egípcia.
- Escola Tècnica Militar Egípcia.
- Institut Tècnic de les Forces Armades Egípcies.
- Institut Militar d'Infermeres.

## Assistència militar estrangera
Els Estats Units d'Amèrica gasten anualment una important despesa en assistència militar pel país d'Egipte, aquesta despesa va arribar fins a la xifra de 1.300 milions de dòlars l'any 2015. També cal dir que en aquest mateix període l'Estat d'Israel va rebre la xifra de 3,100 milions de dòlars en ajuda militar dels Estats Units.